# Чакан
Чакан (चाकण) — місто в штаті Махараштра, округ Пуне.
Знаходиться за 34 км від Пуне, на дорозі національного значення NH50 з Пуне до Нашіка, також пролягають дороги з Пуне на Мумбаї та Ахмеднагар і далі на Аурангабад.
Історично Чакан був торговим центром гуртової торгівлі сільськогосподарською продукцією. Станом на 21 сторіччя місто належить до спеціальної економічної зони, промоутером якої є «Maharashtra Industrial Development Corporation». Чакан перетворився на великий автомобільний хаб, тут виготовляються автомобілі виробників «Volkswagen AG», «Daimler-Benz», «General Electric», «Mahindra & Mahindra», «Jaguar Land Rover», «Bajaj Auto». До 750 великих й малих підприємств-виробників автомобільних компонентів зосереджені в місті та околицях. Село за 6 км від міста вибрано як імовірне місце для будівництва аеропорту Пуне.
В Чакані міститься форт, який був доменом Шиваджі, оборонці його під керівництвом Фірангої Нарсала  54 дні опиралися наступу сил імперії Великих Моголів, проте згодом таки були підкорені.
Рівень грамотності під час перепису 2001 року становив 72%.